# Goodbye Blue Sky
"Goodbye Blue Sky" (en español, "Adiós Cielo Azul") escrita por Roger Waters y cantada por David Gilmour, grabada y publicado por la banda de rock progresivo Pink Floyd, lanzado el 30 de noviembre de 1979, cómo parte del álbum "The Wall" y en la película "Pink Floyd: The Wall."

## Contenido
En un breve prólogo, se escuchan unos pájaros gorjeando tranquilamente. El sonido de unos bombarderos acercándose llama la atención de un niño (la voz del entonces muy joven hijo de Roger, Harry Waters), quien dice inocentemente "Look mummy, there's an aeroplane up in the sky" (inglés para "Mira mami, hay un avión, ahí arriba, en el cielo"). Se deduce de esta escena que los niños son inocentes ante la guerra, pero siempre se llevan la peor parte de ella.
La letra rememora el Blitz:
Did you see the frightened ones? Did you hear the falling bombs? Did you ever wonder why we had to run for shelter when the promise of a brave new world unfurled beneath a clear blue sky? The flames are all long gone but the pain lingers on. Goodbye, blue sky.
¿Viste a los atemorizados? ¿Oíste las bombas caer? ¿Alguna vez te preguntaste por qué tuvimos que correr por refugio cuando la promesa de un mundo feliz se desplegaba bajo un cielo azul? Las llamas se han ido pero el dolor continúa. Adiós, cielo azul.

## Película
En la versión cinematográfica, este segmento está animado por Gerald Scarfe. Comienza en acción en vivo con un gato tratando de atrapar a una paloma blanca, que luego se va volando. Transita a la animación con la paloma volando pacíficamente solo para ser repentinamente destrozada por un águila nazi negra (Reichsadler). Esta se precipita sobre el campo, luego acoge la tierra con sus garras, desgarrando una sección enorme de terreno y al volar deja un rastro de sangre. Se desliza sobre Inglaterra y da a luz a un monstruo en la estela de su sombra, que luego se transforma en una máquina que representa a un señor de la guerra imbatido que lanza aviones.
A continuación, se ve a gente desnuda con máscaras de gas (los asustados) corriendo a cuatro patas y escondiéndose del Blitz. Finalmente, una bandera del Reino Unido que se fragmenta, convirtiéndose en una cruz sangrante, el águila Nazi se estrella y la paloma aparece volando desde adentro. La sangre corre hacia una alcantarilla y un drenaje al tiempo que suena "The flames are all long gone, but the pain lingers on" ("Las llamas han desaparecido hace mucho tiempo, pero el dolor persiste aun").
A diferencia del álbum, la canción viene después de "When the Tigers Broke Free" y antes de "The Happiest Days of Our Lives".

## Personal
- Roger Waters - VCS3[1]
- David Gilmour - voz principal y armónica, guitarras acústicas, bajo y sintetizadores.[1]
- Richard Wright - sintetizadores.[1]
- Harry Waters - voz de chico[1]

## Otras versiones
- En el álbum solista de Ann Wilson de 2007, Hope & Glory, hay una versión de la canción junto a su hermana Nancy. La banda de la hermana de Wilson, Heart, también lanzó una versión en vivo su álbum Dreamboat Annie Live

- La canción aparece en el álbum en vivo de 2002 de la banda Yonder Mountain String Band titulado Mountain Tracks: Volume 2 apareciendo como "canción escondida" después de "Follow Me Down to the Riverside."

- La canción fue referenciada durante una introducción en vivo de la canción Toxicity de System of a Down en un discurso antifascista.